# FG Sagittae
FG Sagittae är en ensam stjärna belägen i den norra delen av stjärnbilden Pilen. Den har en genomsnittlig skenbar magnitud av ca 9,5 och kräver en kraftig handkikare eller ett mindre teleskop för att kunna observeras. Baserat på parallax enligt Gaia Data Release 2 på ca 0,76 mas, beräknas den befinna sig på ett avstånd på ca 4 000 ljusår (1 300 parsek) från solen. Den rör sig bort från solen med en heliocentrisk radialhastighet på ca 38 km/s.

## Observation

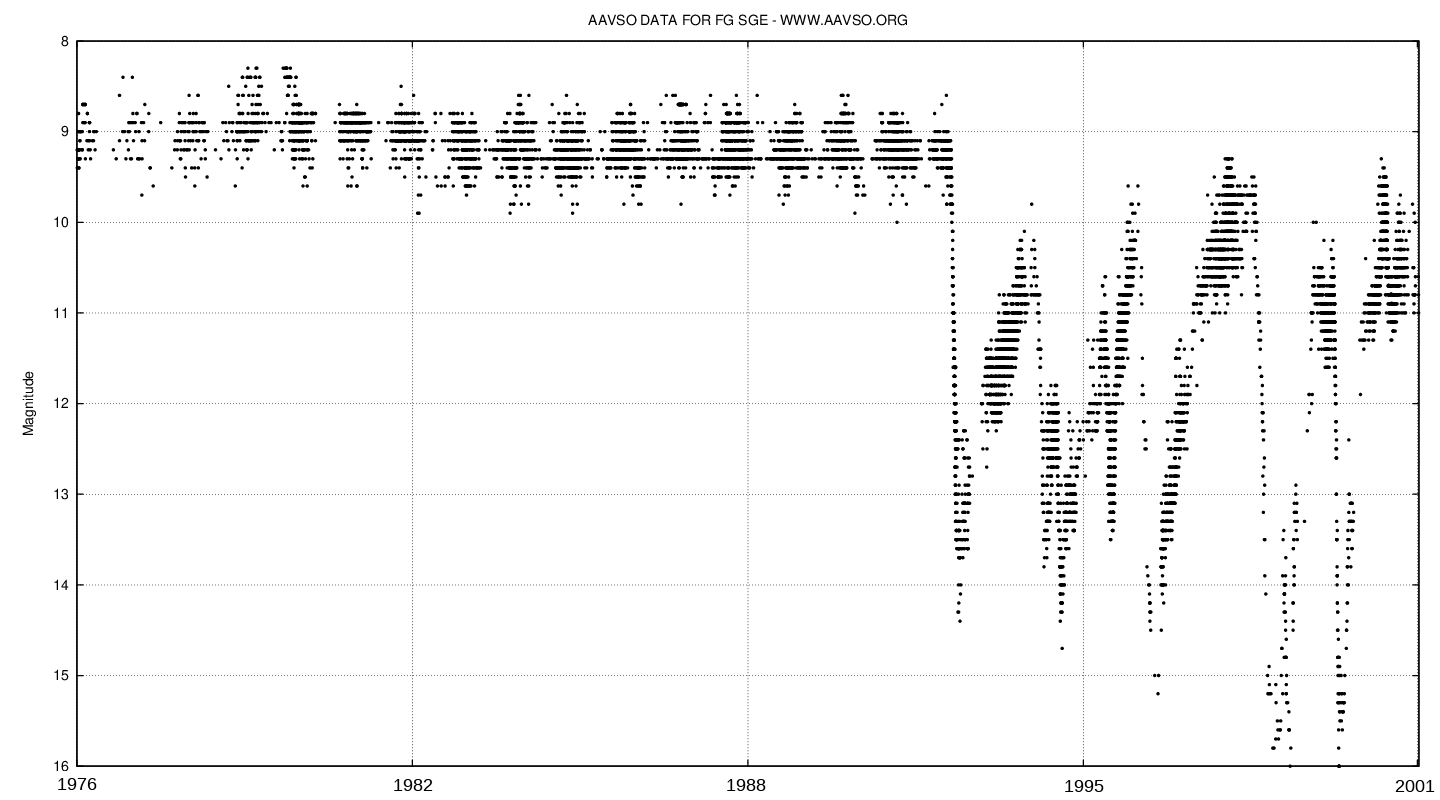
Ljuskurva som visar början av R Coronae Borealis-typ djupa minima 1992.

År 1943 upptäcktes en stjärna betecknad AN 377. vara en tidigare okänd variabel stjärna. Den betecknades CSV 5066 som en misstänkt variabel, och sedan FG Sagittae som en bekräftad variabel stjärna. Vid den tiden beskrevs dess variationer som oregelbundna, men det noterades snart att den genomsnittliga ljusstyrkan ökade stadigt. Den ljusnade med ungefär två magnituder mellan 1943 och 1970 och började sedan blekna. Undersökning av gamla fotografiska observationer fann att stjärnan hade ljusnat sedan åtminstone 1900, med extrapoleringar som tydde på att minimum hade inträffat runt 1880. När den bleknade började FG Sagittae uppvisa periodiska variationer, först en period på 80 dygn, men ökade till 130 dygn. År 1992 upphörde de periodiska variationerna och ljusstyrkan minskade med fem magnituder på bara två månader. Sedan dess har den fortsatt att visa enstaka djupa blekningshändelser, som ser ut ungefär som en R Coronae Borealis-stjärna.
Spektrumet för FG Sagittae när den först noterades som en variabel stjärna motsvarade en blå superjätte. Den första pålitliga spektralklassen är B0 1930. Extrapolering av ljusstyrka och färgindex tyder på att den 1890 kan ha varit en O3-stjärna. Den svalnade sedan stadigt, med spektralklassen som blev så sent som K2 på 1980-talet. Spektralklassen har sedan dess stannat som en superjätte av G- eller K-typ, men har genomgått dramatiska förändringar. Mängden av olika grundämnen har antingen ökat eller minskat: s-processelement blev minst 25 gånger fler mellan 1967 och 1974, järntoppselement blev mindre synliga och kolrikt stoft blev starkt synligt efter 1992. Observationer av spektrumet efter 1992 hindras av stoftbildningen, men s-processen och sällsynta jordartsmetaller verkar ha fortsatt att bli rikligare.

## Egenskaper
FG Sagittae är en superjättestjärna, som då den först noterades 1943, identifierades som en variabel stjärna och 1955 bekräftades som en het, blå stjärna av spektraltyp B. Sedan dess har den expanderat och svalnat och 1991 gått till en gul stjärna av spektraltyp G och sedan ytterligare svalnat till att bli en orange stjärna av spektraltyp K. Den började pulsera när den blev en stjärna av A-typ med en period på 15 dygn. Denna period ökade senare till över 100 dygn.
Sedan 1992 har stjärnan uppvisat blekning och återhämtning liknande den hos en R Coronae Borealis-variabel stjärna, vilket betonas av en vätebrist som är typisk för denna klass av stjärnor. Det har föreslagits att denna stjärna har genomgått en sen termisk puls (LTP) genom kärnfusion av helium efter att ha lämnat den asymptotiska jättegrenen (AGB) för att röra sig mot den hetaste änden av den "vita dvärgens kylningsbana". Denna termiska puls tros ha återupplivat denna åldrade stjärna för att återigen, under en kort tid, bete sig som en AGB-stjärna.
Det finns en mycket svag synlig planetarisk nebulosa, Henize 1-5, kring FG Sagittae, med visuell magnitud ca 23. Denna bildades när FG Sagittae först lämnade den asymptotiska jättegrenen. FG Sagittae förlorar nu massa med ungefär en solmassa per miljon år och ett stoftskal har bildats kring stjärnan. Detta kan bilda en andra planetarisk nebulosa.